# أكتيفيا
أكتيفيا (بالإنجليزية: Activia)‏ هي علامة تجارية من الزبادي مملوكة لشركة دانون وتم طرحها في فرنسا عام 1987. اعتبارًا من عام 2013 توجد أكتيفيا في أكثر من 70 دولة وفي 5 قارات. تم تصنيف أكتيفيا على أنه غذاء وظيفي، مصمم لتحسين صحة الجهاز الهضمي. 

## الانتشار
- 1987: فرنسا
- 1988: بلجيكا وإسبانيا والمملكة المتحدة
- 1989: إيطاليا
- 2002: روسيا، اليابان
- 2003: أمريكا
- 2004: كندا
- 2005: إفريقيا والصين والولايات المتحدة.

## وصلات خارجية
- Activia USA
- whatisbifidusregularis.org/ – An analysis of the terms Bifidus Actiregularis, Bifidus Regularis, Bifidus Digestivum, L. Casei Immunitass and their variants, as well as the marketing strategy, and information about the potential health benefits of live yogurts.